# Ходєєв Віктор Федорович
Ходєєв Віктор Федорович (нар. 29 серпня 1960, дитинство та юність пройшли в с. Капустяни, Тростянецький район, Вінницька область) — український подвижник моделізму, редактор журналу «Моделіст», керівник авіамодельного осередку миколаївського обласного комітету ТСОУ.

## Діяльність
В 1990-х роках був серед перших, хто запроваджував в Україні спортивний клас авіамоделізму радіокеровані моделі гелікоптерів. Неодноразово посягав призові місця на в Чемпіонатах України по авіамодельному спорту, виступав в класах радіокерованих моделей вертольотів та моделей літаків–копій.
Організатор авіамодельних змагань осередку миколаївського обласного комітету ТСОУ.
Деякі розроблені ним моделі р/к вертольотів вироблялись невеликими серіями в Україні та Німеччині.
У 2005 році став засновником, головним редактором та видавцем
журналу «МОДЕЛІСТ» — першого, та єдиного видання в Україні і на пострадянському просторі, яке було повністю присвячене темі радіокерованих моделей.
Автор багатьох статей з історії техніки та світового і українського моделізму, технічної енциклопедії «Modellmotoren „Made in USSR“».
Член спілки дизайнерів України, кандидат в Майстри Спорту України (авіамоделізм).
Мешкає та працює в місті Миколаїв, одружений, має двох синів.